# Abbaye de Moreilles
L’abbaye de Moreilles est une ancienne abbaye cistercienne, fondée par les moines de l'abbaye de Clairvaux, et qui était située sur le territoire de la commune de Moreilles, en Vendée.

## Histoire

### Fondation
L'abbaye est attestée dès 1109. Elle a été fondée grâce à l'appui des seigneurs de Triaize. En 1203, elle s'affilie à l'abbaye de Clairvaux et passe de l'ordre bénédictin au giron cistercien.

### Moyen Âge
Avant même de devenir cistercienne, l'abbaye de Moreilles prospère rapidement, au point de fonder une abbaye fille, celle de Bois-Grolland. Comme les autres abbayes situées dans le Marais poitevin ou à proximité (Saint-Léonard des Chaumes, la Grâce-Dieu, Charon), l'abbaye de Moreilles mène de grands travaux d'assainissement et de drainage des marécages, se constituant ainsi des pâtures hors d'eau.

### Renaissance
L'abbaye est durablement touchée par les guerres de Religion : elle est partiellement détruite en 1562 par les protestants, et de nouveau en 1615 par la garnison de Maillezais.

## Architecture et description
Pendant la Révolution et les Guerres de Vendée, l’église est détruite et l’abbaye est vendue comme Bien National. A l’abandon pendant de nombreuses années, l’abbaye tombe en ruines. La maison principale, dont les fondations datent du XVIIe, est remaniée au XIXe pour ressembler à un petit château de l’époque et prend alors le nom de « Château de l’Abbaye ».
Le Portail, dont les origines remontent également au XVIIe siècle, est davantage resté « dans son jus ». Il s’agit de la Porterie – Hôtellerie, comme il en existait en général dans les abbayes cisterciennes. Ses murs de 60 à 70 cm d’épaisseur, ses petites ouvertures très caractéristiques et la date de 1768 gravée sur la fenêtre d’une extension, attestent de son existence avant la Révolution. 

## Filiation et dépendances
Moreilles est fille de l'abbaye de Clairvaux

## Quelques abbés célèbres
- c'est sous l’abbatiat d’Ostence qu'elle a commencé dès 1199 le creusement du canal de Bot Neuf afin d’assécher ce qui est devenu depuis le Marais Poitevin.
- Richelieu, après avoir abandonné l’évêché de Luçon, devient abbé principal de Moreilles qu’il échange en 1635 dans une transaction à trois : il la cède à son successeur à Luçon, Emery de Bragelogne, lequel passe à Pierre de Nivelle son siège épiscopal de  Luçon, ce dernier offrant à Richelieu la dignité d’abbé général de Cîteaux, c’est-à-dire de l’ordre Cistercien.
- Emery de Bragelogne, ancien évêque de Luçon, passe les 30 dernières années de sa vie à Moreilles et veille à sa reconstruction. Il signe en 1642 la Baillette des Marais qui concède à la Société du Petit Poitou, ancêtre du Syndicat de Marais, l’exploitation et l’entretien du territoire. Une nouvelle église est construite et consacrée par l’évêque de La Rochelle en 1699[5].